# Canton d'Haroué
Le canton de Haroué est une ancienne division administrative française qui était située dans le département de Meurthe-et-Moselle et la région Lorraine.

## Géographie
Ce canton est organisé autour de Haroué dans l'arrondissement de Nancy. Son altitude varie de 229 m (Ceintrey) à 389 m (Gripport) pour une altitude moyenne de 279 m.

## Histoire
C'est un ancien canton du département de la Meurthe. Resté français  conformément au traité de Francfort de 1871, il a été intégré au nouveau département de Meurthe-et-Moselle.

## Représentation

### Conseillers généraux de 1833 à 2015
| Période | Période          | Identité                                                       | Étiquette           | Qualité |
| ------- | ---------------- | -------------------------------------------------------------- | ------------------- | --- |
| 1833    | 1839             | Antoine Claude Bertier dit de Roville (1761-1854)              |                     | Propriétaire agricole, fondateur de l'Ecole d'agriculture de Roville                                                            |
| 1839    | 1848             | Jean-Baptiste Berger                                           |                     | Inspecteur des Domaines en retraite Maire de Diarville                                                                          |
| 1848    | 1851             | François Henry Valentin                                        |                     | Propriétaire et notaire à Haroué                                                                                                |
| 1851    | 1852             | Jean Victoire Auguste Berment                                  |                     | Propriétaire, notaire, maire de Neuviller-sur-Moselle                                                                           |
| 1852    | 1864 (décès)     | François Victurnien Charles Just Prince de Craon et de Beauvau | Majorité dynastique | Officier de carabiniers Sénateur (1852-1864)                                                                                    |
| 1864    | 1872 (démission) | Charles Welche                                                 | Bonapartiste        | Avocat, propriétaire - Maire de Nancy (1869-1872) Nommé Préfet du Lot-et-Garonne en 1872                                        |
| 1872    | 1883 (décès)     | Jules Tourtel (1813-1883)                                      | Républicain         | Brasseur à Tantonville |
| 1883    | 1913 (décès)     | Ernest Tourtel (fils du précédent, 1840-1913)                  | Républicain         | Brasseur à Tantonville |
| 1913    | 1935 (décès)     | Albert Tourtel (1851-1935, cousin du précédent)                | Rad.ind.            | Agriculteur, brasseur Maire de Tantonville, conseiller d'arrondissement                                                         |
| 1935    | 1940             | Ernest Gérard                                                  | RG                  | Agriculteur Président du Syndicat du cheval de trait ardennais, Haroué, ancien conseiller d'arrondissement Propriétaire à Ormes |
|         |                  |                                                                |                     | |
| 1943    | 1945             | Raymond Bataille                                               | PSF                 | Médecin Conseiller d'arrondissement, maire d'Haroué Nommé conseiller départemental en 1943                                      |
|         |                  |                                                                |                     | |
| 1945    | 1955             | Raymond Bataille                                               | PRL                 | Médecin - Maire d'Haroué |
| 1955    | 1974 (démission) | Prince Marc de Beauvau-Craon                                   | DVD                 | Propriétaire du château d'Haroué                                                                                                |
| 1974    | 1998             | Jean-Marie Enel                                                | UDF                 | Industriel, dirigeant d'une entreprise de fabricants de clous Maire de Bainville-aux-Miroirs                                    |
| 1998    | 2015             | André Barbier                                                  | RPR puis UMP        | Agriculteur Ancien Maire de Benney                                                                                              |

### Conseillers d'arrondissement (de 1833 à 1940)
| Période                                  | Période       | Identité                              | Étiquette | Qualité |
| ---------------------------------------- | ------------- | ------------------------------------- | --------- | --- |
| 1833                                     | 1839          | Charles Nicolas Drouot (1772-1844)    |           | Ancien officier de la Gendarmerie royale, maire de Germonville                                              |
| 1839                                     | 1845          | Thomas Bertier                        |           | Propriétaire à Roville                                                                                      |
| 1845                                     | 1848          | François Berment (1797-1855)          |           | Notaire royal, maire de Neuviller-sur-Moselle                                                               |
|                                          |               |                                       |           | |
| 1889                                     | 1901          | Sébastien-Joseph Bataille (1825-1902) |           | Propriétaire, maire d'Haroué                                                                                |
| 1901                                     | 1913          | Hubert Georges                        |           | Propriétaire à Neuviller-sur-Moselle                                                                        |
| Août 1913                                | Novembre 1913 | Albert Tourtel                        | Rad.ind.  | Agriculteur, maire de Tantonville                                                                           |
| 1919                                     | 1931          | Ernest Gérard (1869-1946)             | RG        | Agriculteur à Haroué                                                                                        |
| 1931                                     | 1940          | Raymond Bataille (1880-1957)          | PSF       | Médecin, maire d'Haroué                                                                                     |
| 1940                                     |               |                                       |           | Les conseils d'arrondissement ont été suspendus par la loi du 12 octobre 1940 et n'ont jamais été réactivés |
| Les données manquantes sont à compléter. |               |                                       |           | |

## Composition
Le canton de Haroué groupe 30 communes et compte 8 062 habitants (recensement de 1999 sans doubles comptes).
| Communes                  | Population (2012) | Code postal | Code Insee |
| ------------------------- | ----------------- | ----------- | ---------- |
| Affracourt                | 114               | 54740       | 54005      |
| Bainville-aux-Miroirs     | 316               | 54290       | 54042      |
| Benney                    | 517               | 54740       | 54062      |
| Bouzanville               | 65                | 54930       | 54092      |
| Bralleville               | 163               | 54740       | 54094      |
| Ceintrey                  | 741               | 54134       | 54109      |
| Crantenoy                 | 106               | 54740       | 54142      |
| Crévéchamps               | 304               | 54290       | 54144      |
| Diarville                 | 435               | 54930       | 54156      |
| Gerbécourt-et-Haplemont   | 217               | 54740       | 54221      |
| Germonville               | 104               | 54740       | 54224      |
| Gripport                  | 217               | 54290       | 54238      |
| Haroué                    | 434               | 54740       | 54252      |
| Housséville               | 156               | 54930       | 54268      |
| Jevoncourt                | 64                | 54740       | 54278      |
| Laneuveville-devant-Bayon | 195               | 54740       | 54299      |
| Lebeuville                | 153               | 54740       | 54307      |
| Lemainville               | 318               | 54740       | 54309      |
| Leménil-Mitry             | 2                 | 54740       | 54310      |
| Mangonville               | 229               | 54290       | 54344      |
| Neuviller-sur-Moselle     | 252               | 54290       | 54399      |
| Ormes-et-Ville            | 177               | 54740       | 54411      |
| Roville-devant-Bayon      | 680               | 54290       | 54465      |
| Saint-Firmin              | 233               | 54930       | 54473      |
| Saint-Remimont            | 338               | 54740       | 54486      |
| Tantonville               | 600               | 54116       | 54513      |
| Vaudeville                | 172               | 54740       | 54553      |
| Vaudigny                  | 41                | 54740       | 54554      |
| Voinémont                 | 316               | 54134       | 54591      |
| Xirocourt                 | 403               | 54740       | 54597      |

## Démographie
| 1962  | 1968  | 1975  | 1982  | 1990  | 1999  | 2009  |
| ----- | ----- | ----- | ----- | ----- | ----- | ----- |
| 6 423 | 6 932 | 7 083 | 7 296 | 7 711 | 8 062 | 8 885 |